# Muelas de los Caballeros
Muelas de los Caballeros ist ein nordwestspanischer Ort und eine Gemeinde (municipio) mit nur noch 188 Einwohnern (Stand: 2024) im Süden der Provinz Zamora in der Autonomen Gemeinschaft Kastilien-León. Zur Gemeinde gehört neben dem namensgebenden Hauptort Muelas de los Caballeros die Ortschaften Donado und Gramedo.

## Lage und Klima
Muelas de los Caballeros liegt am westlichen Rand der Kastilischen Hochebene (Meseta Iberica) in einer Höhe von ca. 985 m. Die Provinzhauptstadt Zamora ist gut 70 km (Fahrtstrecke) in südsüdöstlicher Richtung entfernt. Das gemäßigte Kontinentalklima wird nur selten vom Atlantik beeinflusst; Regen (726 mm/Jahr) fällt vorwiegend im Winterhalbjahr.

## Bevölkerungsentwicklung
| Jahr      | 1970 | 1981 | 1991 | 2001 | 2011 | 2021 |
| Einwohner | 372  | 298  | 287  | 254  | 214  | 171  |

## Sehenswürdigkeiten
- Kirche Mariä Himmelfahrt

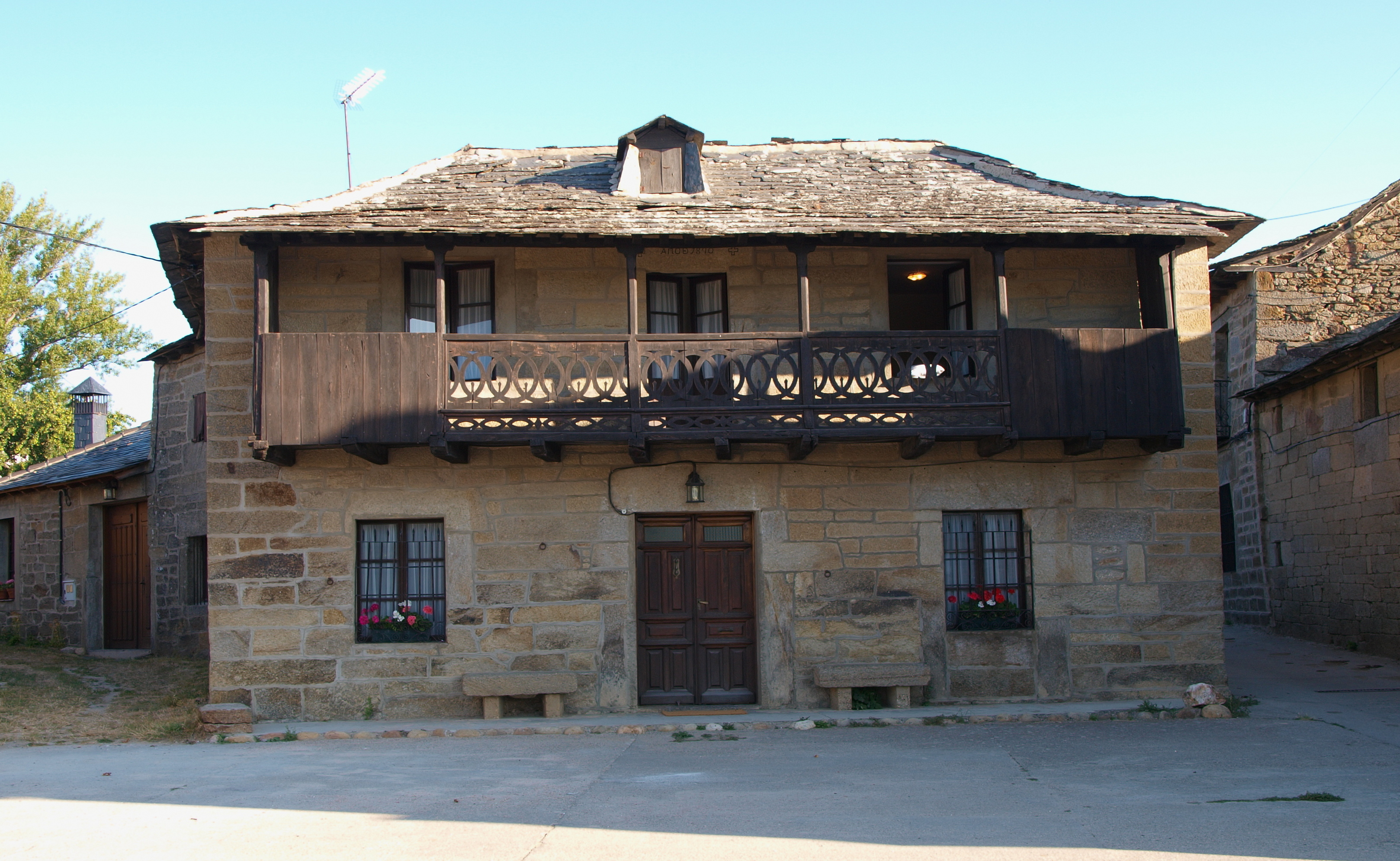
Rathaus